# Condado de Pend Oreille
O Condado de Pend Oreille é um dos 39 condados do estado americano de Washington. A sede de condado é Newport, e sua maior cidade é Newport. O condado possui uma área de 3,692 km², uma população de 11,732 habitantes, e uma densidade populacional de 3 hab/km² (segundo o censo nacional de 2000).